# Chbany
Chbany (německy Quon, Kwon) jsou obec, která se nachází v okrese Chomutov v Ústeckém kraji. Žije zde 646 obyvatel.

## Název
Název vesnice je odvozen od jména města Chebu (ve staročeštině Chba) ve významu ves lidí z Chebu (ves Chbanů). V historických pramenech se jméno vyskytuje ve tvarech: in willa Chbanech (1454), Chbany (1541), Cuan (1623), Kwon (1787) a Quon (1846). Pojmenování pravděpodobně souvisí s valdsaským klášterem, kterému ve třináctém století patřila v okolí Chban řada vesnic.

## Historie

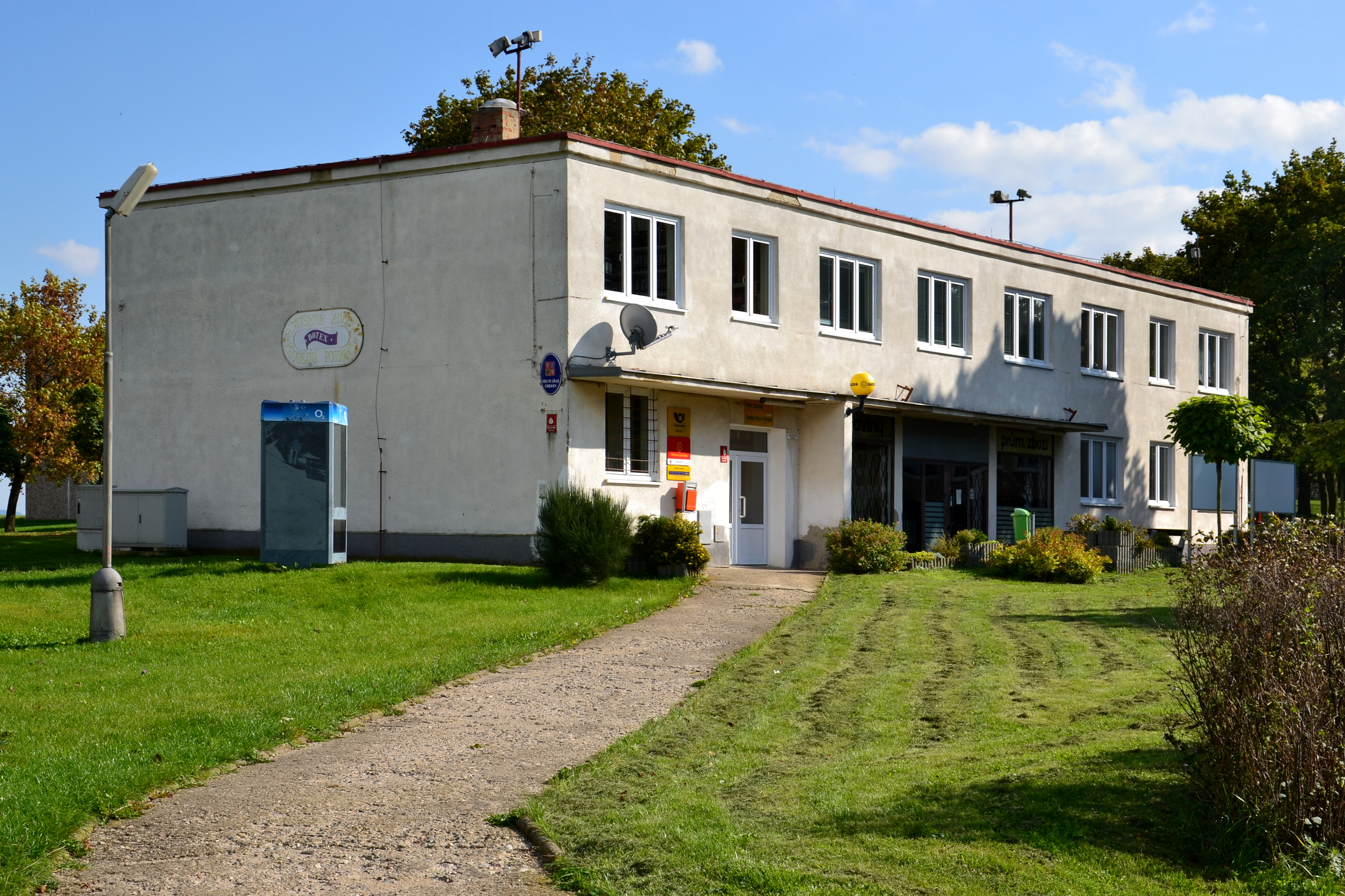
Budova obecního úřadu

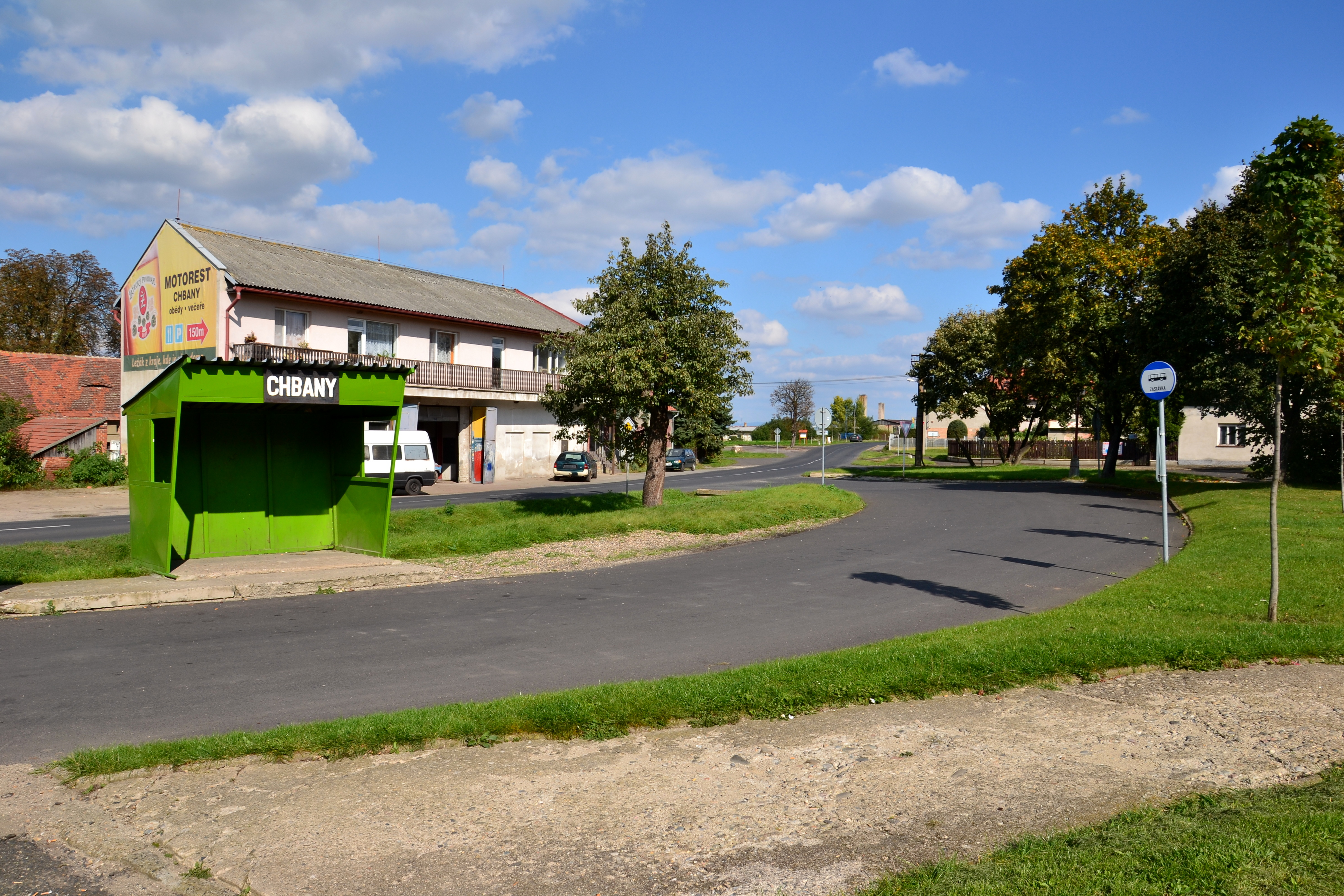
Autobusová zastávka

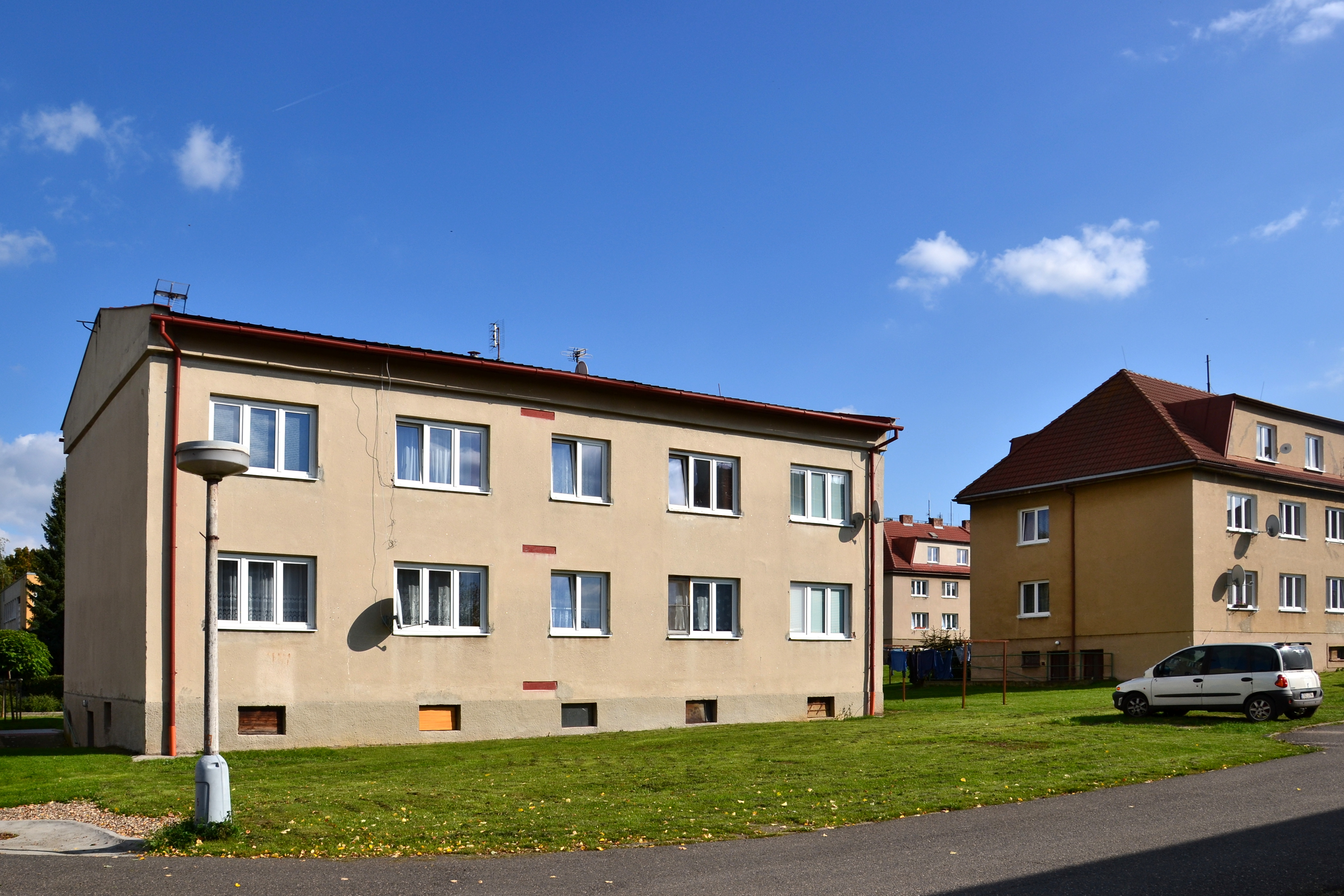
Bytové domy

Vesnice je poprvé zmíněna v přídomku žateckého konšela Hermanna de Chban v roce 1422, ale podle německé vlastivědné literatury z počátku dvacátého století jsou Chbany mnohem starší a patří mezi nejstarší vesnice na Žatecku. Roku 1514 se majiteli Chban stali Fictumové, kteří je v roce 1581 nebo 1583 připojili ke svému statku v Morech. Posledním příslušníkem rodu, kterému Chbany patřily, se stal Bohuslav Felix z Fictumu. V letech 1618–1620 se zúčastnil stavovského povstání, za což byl odsouzen ke ztrátě majetku. Zkonfiskované statky roku 1623 koupil Jaroslav Bořita z Martinic.
Podle berní ruly z roku 1654 Chbany stále patřily k morskému statku v majetku hraběnky Sylvie Kateřiny Černínové z Millesima. Ve vsi, jejíž domy byly ve špatném stavu, žilo sedm sedláků a jedna rodina bez pozemků. Sedlákům patřilo 21 potahů a chovali dohromady tři krávy, třináct jalovic, 28 ovcí, 25 prasat a patnáct koz. Na polích pěstovali pšenici a žito.
Když Sylvie Kateřina Černínová v roce 1664 zemřela, zdědil statek Mory včetně Chban její manžel markrabě Leopold Wilhelm z Baden-Badenu. Jeho rodině poté patřil až do roku 1783, kdy jej Alžběta Augusta z Baden-Badenu prodala Schwarzenbergům, kteří jej připojili k postoloprtskému panství. Krátce poté, podle Schallerovy Topographie des Königreiches Böhmen z roku 1787 ve vsi žilo jedenáct rodin.
Hlavním zdrojem obživy obyvatel Chban bývalo zemědělství. Pěstovaly se především obilniny a také chmel. Většinu obyvatel tvořili Němci, kteří se museli po druhé světové válce vystěhovat. Přestože se do vesnice přistěhovali čeští rolníci a volyňští Češi, nepodařilo se dosáhnout ani poloviny předválečného počtu obyvatel. Nově přistěhovalí zemědělci založili v červnu 1948 jednotné zemědělské družstvo, které se o tři roky později spojilo s družstvy v Roztylech a Přeskakách. Družstvo ukončilo svou činnost v roce 1960 a na jeho pozemcích začal hospodařit státní statek Poláky.
Významnou změnu do podoby vesnice přinesla výstavba nechranické přehrady zahájená roku 1961. Její voda zaplavila vesnice Běšice, Čermníky, Dolany, Drahonice, Chotěnice a Lomazice, jejichž někteří obyvatelé se přestěhovali do Chban. Byla pro ně postavena řada bytových domů, škola, pošta, prodejna, zdravotní středisko a budova místního národního výboru. Zároveň bylo nutné napojit vesnici na vodovod, protože místní studny na zásobování vodou nestačily. Vodovodem se přivádí voda od Holedeče do vodojemu u Čeradic, ze kterého je rozváděna do Chban, Vikletic a Žaboklik. Větší počet obyvatel umožnil vznik Svazu požární ochrany a v roce 1961 také založení tělovýchovné jednoty Jezeran, která o rok později vybudovala hřiště. Obě organizace zanikly po roce 1990.

## Obyvatelstvo
Při sčítání lidu v roce 1921 zde žilo 76 obyvatel (z toho 42 mužů), z nichž bylo sedm Čechoslováků a 69 Němců. Všichni se hlásili k římskokatolické církvi. Podle sčítání lidu z roku 1930 měla vesnice 68 obyvatel: sedm Čechoslováků a 61 Němců. I tehdy byli všichni římskými katolíky.
|                                                                       | 1869 | 1880 | 1890 | 1900 | 1910 | 1921 | 1930 | 1950 | 1961 | 1970 | 1980 | 1991 | 2001 | 2011 | 2021 |
| --------------------------------------------------------------------- | ---- | ---- | ---- | ---- | ---- | ---- | ---- | ---- | ---- | ---- | ---- | ---- | ---- | ---- | ---- |
| Obyvatelé                                                             | 77   | 76   | 96   | 81   | 71   | 76   | 68   | 27   | 34   | 200  | 240  | 285  | 355  | 302  | 280  |
| Domy                                                                  | 13   | 13   | 16   | 17   | 18   | 15   | 17   | 13   | 27   | 18   | 18   | 26   | 33   | 35   | 35   |
| Data z roku 1961 zahrnují i domy z místních částí Přeskaky a Roztyly. |      |      |      |      |      |      |      |      |      |      |      |      |      |      |      |

## Obecní správa

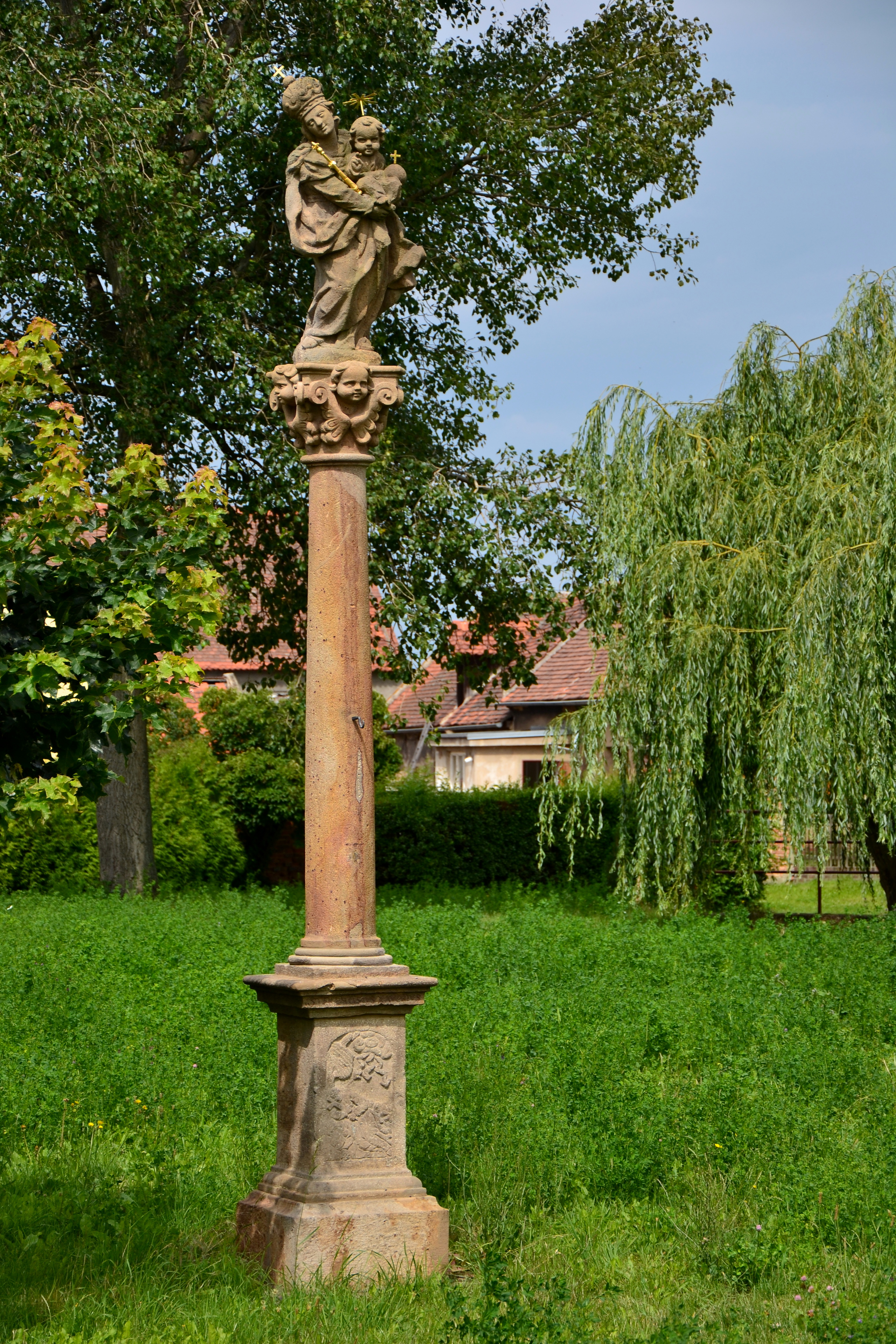
Sloup se sochou Panny Marie

Po zrušení poddanství se Chbany v roce 1850 staly samostatnou obcí, ve které žilo 64 obyvatel. Až do roku 1960 bývaly součástí okresu Žatec, ale při reformě územní správy byly v roce 1961 převedeny do okresu Chomutov.
Podle sčítání lidu k obci roku 1950 patřila osada Přeskaky. Od 1. července 1961 byly připojeny jako části obce Roztyly, Soběsuky, Vadkovice a Vikletice. K dalšímu rozšíření došlo 1. ledna 1981 (nebo 1986), kdy byly ke Chbanům převedeny Poláky, Malé Krhovice a Hořenice. Správní území obce se také rozšířilo o katastrální území zatopených vesnic Dolany, Drahonice a Lomazice, které původně patřily k Polákům.
V roce 2000 se obec stala členem Mikroregionu Nechranicko zaměřeného na rozvoj rekreační oblasti v okolí Nechranic s centrem ve Vikleticích.

### Obecní symboly
Znak a vlajka byly obci uděleny rozhodnutím předsedkyně Poslanecké sněmovny Parlamentu České republiky dne 26. května 2011.

## Školství
Po většinu doby ve Chbanech nebyla žádná škola, děti navštěvovaly školu v Soběsukách a české děti chodily od roku 1921 do Vikletic. Po druhé světové válce sice byla škola otevřena nejprve v Soběsukách, ale v roce 1946 se vyučovalo ve Vikleticích a soběsucká škola začala fungovat až od 1. září 1947. Škola ve Chbanech byla postavena až v roce 1966, když se zvýšil počet obyvatel vesnice. V školním roce 2019/2020 měla škola čtyři ročníky (1.–4. ročník) rozdělené do dvou tříd. Zároveň při ní fungovala mateřská škola.

## Pamětihodnosti

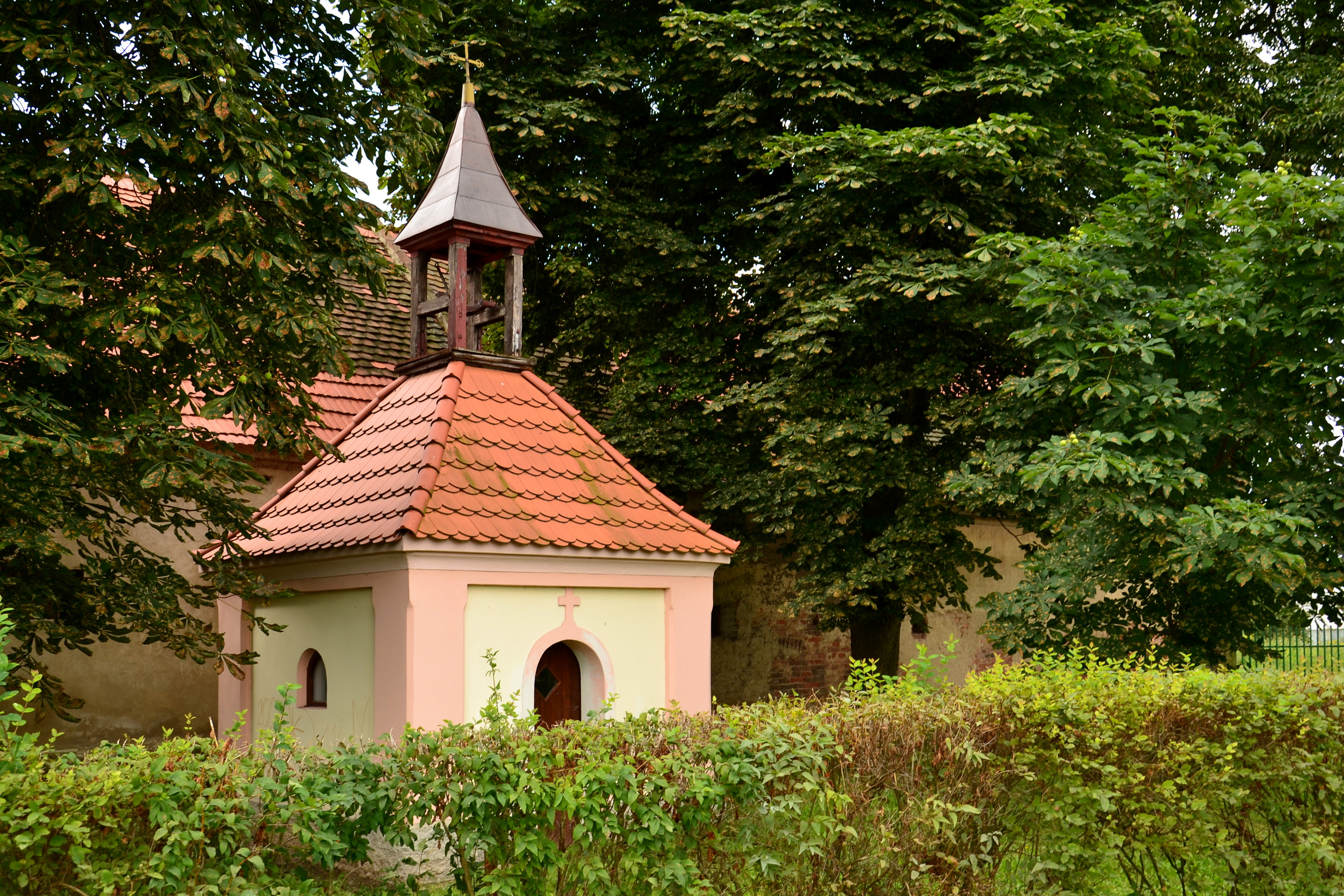
Kaple na návsi

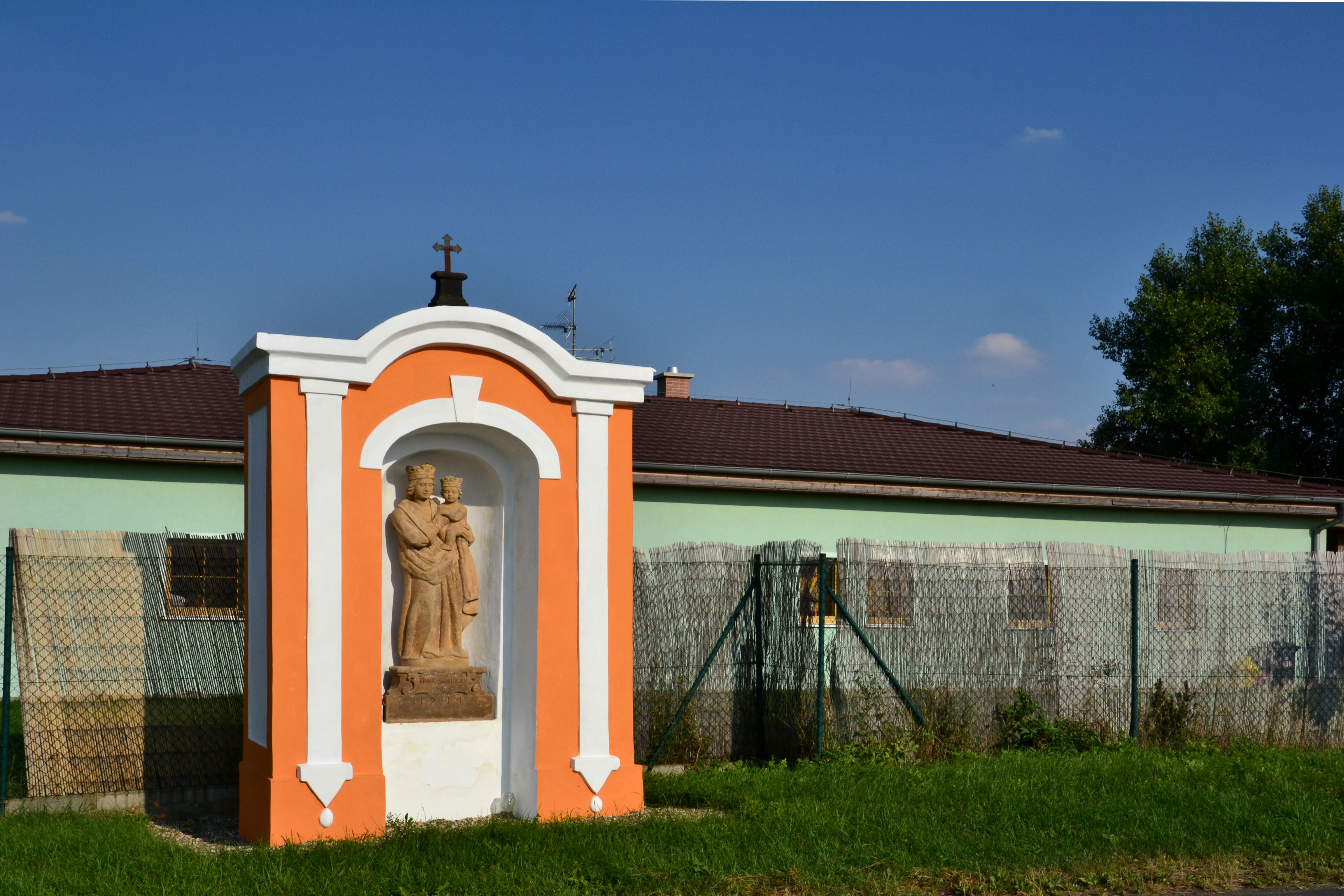
Výklenková kaple Panny Marie

U silnice do Soběsuk se nachází památkově chráněná barokní výklenková kaple Panny Marie z roku 1714 s plochými pilastry a kamennou Madonou. Na břehu rybníka na návsi stojí mariánský sloup z roku 1715 s reliéfem svatého Františka na podstavci. Na jižní straně návsi také stojí druhá kaple se stanovou střechou a dřevěnou zvoničkou.